# Carinavalva glauca
Carinavalva glauca là một loài thực vật có hoa trong họ Cải. Loài này được Ising mô tả khoa học đầu tiên năm 1955.